# 1983 en cyclisme
| Années du cyclisme : 1980 - 1981 - 1982 - 1983 - 1984 - 1985 - 1986    |
| Décennies du cyclisme : 1950 - 1960 - 1970 - 1980 - 1990 - 2000 - 2010 |

Les faits marquants de l'année 1983 en cyclisme.

## Par mois

### Janvier
malheureusement il fut trop froid pour faire du vélo en Janvier 1983 avec la fin du blizzard Jonathan Jones en fin 1982, le vélo cessa entièrement d'exister et il y a eu une loi internationale qui interdisaient quiconque de faire du vélo. 

### Février
Cette loi stupide a été abolie à cause de cyclistes qui révoltaient en roulant avec des patinettes - cette période se confirme comme la cyclorevolution française 1983, les UN passeront la vote d'annulation de cette loi plus tard en 1985.

### Mars
- 19 mars : l'Italien Giuseppe Saronni remporte Milan-San Remo.

### Avril
- 3 avril : Jan Raas gagne le Tour des Flandres.
- 10 avril :  Hennie Kuiper s'impose lors de Paris-Roubaix.
- 14 avril : Bernard Hinault remporte sa seconde Flèche wallonne.
- 17 avril : un autre Néerlandais, Steven Rooks, gagne Liège-Bastogne-Liège.

### Mai
- 8 mai : Bernard Hinault gagne le Tour d'Espagne.

### Juin
- 5 juin : le Tour d'Italie 1983 est remporté par Giuseppe Saronni.

### Juillet
- 24 juillet : en l'absence de Bernard Hinault, Laurent Fignon obtient sa première victoire sur le Tour de France.

### Septembre
- 4 septembre : Greg LeMond devient champion du monde.

### Octobre
- 15 octobre :  Sean Kelly gagne le Tour de Lombardie.

## Principales naissances
- 3 janvier : Ross Edgar, cycliste écossais.
- 14 janvier :
  - Giovanni Visconti, cycliste italien.
  - Mauricio Soler, cycliste colombien.
- 1er février : Jurgen Van den Broeck, cycliste belge.
- 2 mars : Igor Antón, cycliste espagnol.
- 9 mars : Roberto Ferrari, cycliste italien.
- 5 avril : Rafał Ratajczyk, cycliste polonais.
- 6 avril : Catherine Cheatley, cycliste néo-zélandaise.
- 13 avril : Nicole Cooke, cycliste galloise.
- 17 avril : Robert Wagner, cycliste allemand.
- 9 mai : Evelyn Stevens, cycliste américaine.
- 19 mai : Charlotte Becker, cycliste allemande.
- 17 juin : Donny Robinson, cycliste américain.
- 30 juin : Marcus Burghardt, cycliste allemand.
- 9 juillet : Alois Kaňkovský, cycliste tchèque.
- 12 juillet : David Muntaner, cycliste espagnol.
- 3 août : Giorgia Bronzini, cycliste italienne.
- 18 août : Sarah Hammer, cycliste américaine.
- 22 août : Theo Bos, cycliste néerlandais.
- 1er septembre : Riccardo Riccò, cycliste italien.
- 6 septembre : Dimitri Champion, cycliste français.
- 21 septembre : Anna Meares, cycliste australienne.
- 23 septembre : Emma Johansson, cycliste suédoise.
- 19 octobre :
  - Adrie Visser, cycliste néerlandaise.
  - Christin Muche, cycliste allemande.
- 9 novembre : Maja Włoszczowska, pilote de VTT polonaise.
- 15 novembre : Imanol Erviti, cycliste espagnol.
- 24 novembre : Luis León Sánchez, cycliste espagnol.
- 29 novembre : Yauheni Hutarovich, cycliste biélorusse.
- 18 décembre : Janez Brajkovič, cycliste slovène.

## Principaux décès
- 7 février : Alfonso Calzolari, cycliste italien. (° 30 avril 1887).
- 22 février :
  - Paolo Pedretti, cycliste italien. (° 22 janvier 1906).
  - Romain Maes, cycliste belge. (° 10 août 1912).
- 12 mars : Serafino Biagioni, cycliste italien. (° 12 mars 1920).
- 13 mars : Louison Bobet, cycliste français. (° 12 mars 1925).
- 16 juin : Jean Majerus, cycliste luxembourgeois. (° 6 février 1914).
- 8 septembre : Antonin Magne, cycliste français. (° 15 février 1904).
- 23 septembre : Georges Vandenberghe, cycliste belge. (° 28 décembre 1941).
- 28 septembre : Ko Willems, cycliste néerlandais. (° 27 octobre 1900).